# Condado de Logan (Illinois)
O Condado de Logan é um dos 102 condados do Estado americano de Illinois. A sede do condado é Lincoln, e sua maior cidade é Lincoln. O condado possui uma área de 1 603 km² (dos quais 2 km² estão cobertos por água), uma população de 31 183 habitantes, e uma densidade populacional de 19 hab/km² (segundo o censo nacional de 2000). O condado foi fundado em 15 de fevereiro de 1839.